# Cameron R. Hume

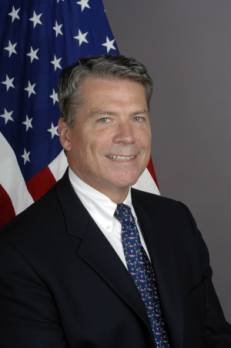
Cameron R Hume (25. Dezember 2008)

Cameron R. Hume (* 1947) ist ein ehemaliger US-amerikanischer Diplomat und Schriftsteller, der unter anderem von 1997 bis 2000 Botschafter der Vereinigten Staaten in Algerien, zwischen 2001 und 2004 Botschafter in Südafrika, von 2006 bis 2007 Geschäftsträger der Botschaft im Sudan sowie zwischen 2007 und 2010 Botschafter in Indonesien war.

## Leben

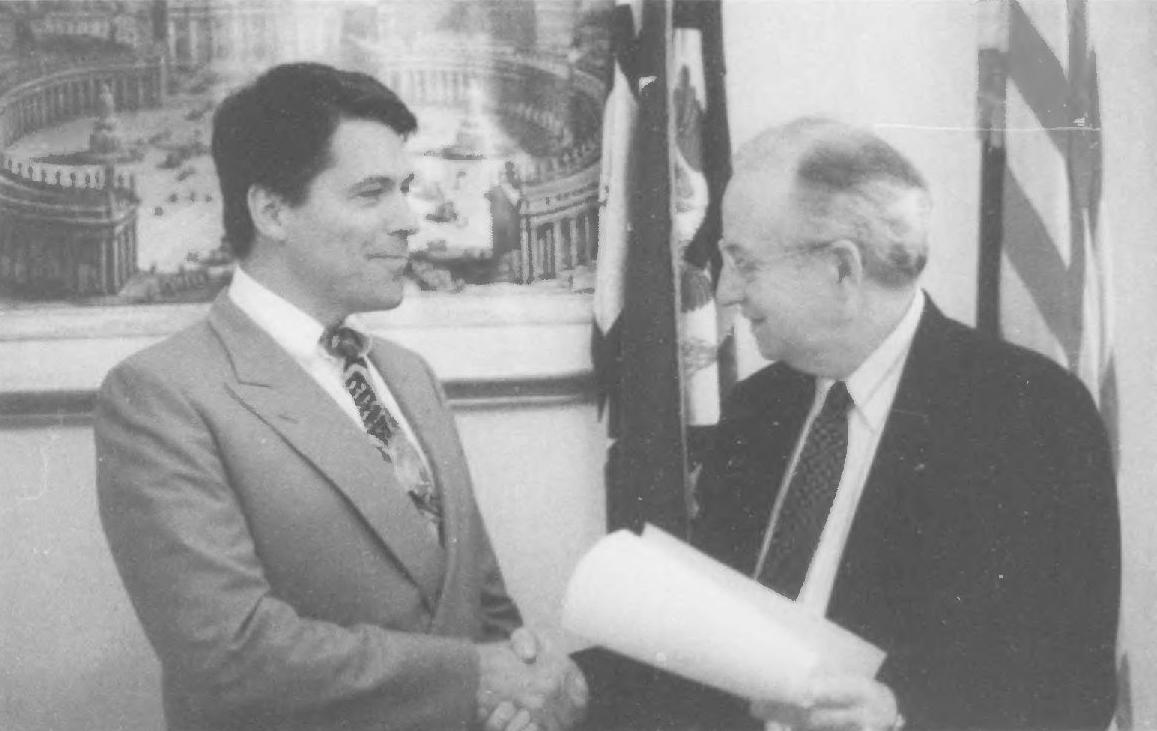
Cameron R Hume (links) mit dem damaligen Botschafter der Vereinigten Staaten beim Heiligen Stuhl Thomas Patrick Melady (1993).

Cameron R. Hume absolvierte ein Studium an der Princeton University sowie ein Studium der Rechtswissenschaften an der Law School der American University (AU). Er begann seine berufliche Laufbahn beim Friedenscorps (Peacecorps), eine unabhängige Bundesbehörde für Völkerverständigung, und war für dieses von 1968 bis 1969 in Libyen tätig. 1970 trat er als Foreign Service Officer in den diplomatischen Dienst des Außenministeriums ein und war in den 1970er Jahren Vizekonsul am Konsulat in Palermo sowie Berater für Menschenrechte an der Ständigen Vertretung bei den Vereinten Nationen in New York City. Nachdem er zwischen 1975 und 1976 Fellow beim Council on Foreign Relations war, war er im Außenministerium Referent für Südafrika. Zu Beginn der 1980er Jahre war er Direktor der Dependence des Foreign Service Institute (FSI), der Ausbildungsstätte des auswärtigen Dienstes, in Tunis sowie Botschaftsrat für politische Angelegenheiten an der Botschaft im Libanon und danach als Botschaftsrat für politische Angelegenheiten an der Botschaft in Syrien. Im Anschluss war er von 1986 bis 1990 Berater der Ständigen Vertretung der USA bei den Vereinten Nationen für den Mittleren Osten sowie zugleich zwischen 1989 und 1990 Fellow des Weatherhead Center for International Affairs (WCFIA) der Harvard University, ehe er von 1990 bis 1991 Leitender Berater für den Mittleren Osten an der UN-Vertretung war. Danach war er zwischen 1991 und 1994 als Deputy Chief of Mission Ständiger Vertreter und Stellvertreter des Botschafters beim Heiligen Stuhl. Nachdem er 1994 als Gastwissenschaftler am United States Institute of Peace (USIP) tätig gewesen war, fungierte er von 1994 bis 1997 als Botschaftsrat sowie zuletzt als Gesandter für politische Angelegenheiten an der Ständigen Vertretung der USA bei den UN in New York City.
Am 10. November 1997 wurde Hume zum Botschafter der Vereinigten Staaten in Algerien ernannt und übergab dort am 28. Dezember 1997 als Nachfolger von Ronald E. Neumann seine Akkreditierung. Er verblieb auf diesem Posten bis zum 13. September 2000 und wurde daraufhin von Janet A. Sanderson abgelöst. Am 5. November 2001 erfolgte seine Ernennung zum Botschafter in Südafrika, wo er am 29. November 2001 als Nachfolger von Delano Eugene Lewis Jr. sein Beglaubigungsschreiben überreichte. Er hatte dieses Amt bis zum 28. Juli 2004 inne, woraufhin Jendayi Elizabeth Frazer ihn ablöste. Nach seiner Rückkehr übernahm er im Außenministerium zwischen 2004 und 2005 das Amt des stellvertretenden Generalinspekteurs (Deputy Inspector General).
Nach der Abberufung von John Limbert wurde Cameron R. Hume im Oktober 2005 Geschäftsträger der Botschaft im Sudan und bekleidete diese Position bis Juni 2007, woraufhin Alberto M. Fernandez neuer Geschäftsträger wurde. Er wurde am 30. Mai 2007 zum Botschafter in Indonesien berufen und überreichte dort am 1. August 2007 als Nachfolger von B. Lynn Pascoe sein Beglaubigungsschreiben. Er verblieb auf diesem diplomatischen Posten bis zum 7. Oktober 2010 und wurde im Anschluss von Scot Alan Marciel abgelöst.

## Veröffentlichungen
Cameron R. Hume veröffentlichte auch verschiedene Sachbücher zu diplomatisch-politischen Themen. Zu seinen Veröffentlichungen gehören:
- The United Nations, Iran and Iraq. How Peacemaking Changed, 1994
- Ending Mozambique’s War. The role of mediation and good offices, 1994
- Mission to Algiers. Diplomacy by Engagement, 2006